# Reprezentacja Stanów Zjednoczonych w skokach narciarskich
Reprezentacja Stanów Zjednoczonych w skokach narciarskich – grupa skoczków narciarskich wybrana do reprezentowania Stanów Zjednoczonych w międzynarodowych zawodach przez Amerykański Związek Narciarsko-Snowboardowy (United States Ski and Snowboard Association).
Największe sukcesy w zawodach rangi mistrzostw świata i Pucharu Świata wśród Amerykanów odnosiła reprezentacja kobiet. Sarah Hendrickson wygrała 13 konkursów PŚ – zwyciężyła w 9 z 13 zawodów pierwszego w historii sezonu tego cyklu u kobiet (2011/2012), wygrywając klasyfikację generalną. Kolejne 4 zwycięstwa odniosła w następnym sezonie, plasując się w klasyfikacji generalnej na 2. miejscu. W obu tych sezonach Stany Zjednoczone zwyciężyły w klasyfikacji Pucharu Narodów kobiet. Lindsey Van w 2009 została pierwszą w historii mistrzynią świata kobiet. W 2013 Sarah Hendrickson także zdobyła ten tytuł. Największe sukcesy męskiej reprezentacji USA to brązowy medal Andersa Haugena na pierwszych w historii skoków zawodach igrzysk olimpijskich w 1924, 2. miejsce Clinta Jonesa w cyklu Letniego Grand Prix w 2002, a także 3 zwycięstwa w konkursach PŚ: Johna Bromana w 1981 w Thunder Bay, Jeffa Hastingsa w 1983 w Lake Placid i Mike’a Hollande’a w 1989 w Bischofshofen (w konkursie Turnieju Czterech Skoczni). 4. miejsce Jeffa Hastingsa w sezonie 1983/1984 było najlepszym wynikiem reprezentanta Stanów Zjednoczonych w końcowej klasyfikacji PŚ. Najwięcej reprezentantów USA w jednym sezonie PŚ (10) punktowało w drugim sezonie tego cyklu (1980/1981).

## Kadra na sezon 2025/2026
Utworzono trzy kadry, w których znalazło się 7 mężczyzn i 6 kobiet.

### Mężczyźni
- Kadra A
  - Kevin Bickner
  - Tate Frantz
  - Andrew Urlaub
- Kadra B
  - Erik Belshaw
  - Jason Colby
- Kadra C
  - Decker Dean
  - Casey Larson

### Kobiety
- Kadra A
  - Annika Belshaw
  - Paige Jones
- Kadra B
  - Josie Johnson
- Kadra C
  - Estella Hassrick
  - Samantha Macuga
  - Sandra Sproch

## Kadra na sezon 2024/2025
W kadrach znalazło się 11 mężczyzn i 6 kobiet.

### Mężczyźni
- Trener: Tore Sneli
- Asystent: Espen Røe
- Kadra A
  - Erik Belshaw
  - Tate Frantz
  - Casey Larson
- Kadra B
  - Decker Dean
  - Andrew Urlaub
- Kadra C
  - Kevin Bickner
  - Jason Colby
- Kadra D
  - Schuyler Clapp
  - Maxim Glyvka
  - Sawyer Graves
  - Henry Loher

### Kobiety
- Trener: Trevor Edlund
- Asystentka: Line Jahr
- Kadra B
  - Annika Belshaw
  - Paige Jones
- Kadra C
  - Estella Hassrick
  - Josie Johnson
  - Samantha Macuga
  - Sandra Sproch

## Kadra na sezon 2023/2024
Do kadr męskich i kobiecych powołano po 9 skoczków i skoczkiń. Na stanowisku trenera męskiej reprezentacji pozostał Tore Sneli, a żeńską objął Trevor Edlund.

### Mężczyźni

#### Kadra narodowa
- Erik Belshaw
- Decker Dean
- Casey Larson
- Andrew Urlaub

#### Kadra juniorska
- Jason Colby
- Tate Frantz
- Maxim Glyvka
- Isak Nichols
- Arthur Tirone

### Kobiety

#### Kadra narodowa
- Annika Belshaw
- Anna Hoffmann
- Josie Johnson
- Paige Jones
- Samantha Macuga

#### Kadra juniorska
- Rachael Haerter
- Estella Hassrick
- Sandra Sproch
- Adeline Swanson

## Kadra na sezon 2022/2023
Po 8 sezonach trenerem męskiej reprezentacji przestał być Bine Norčič, który przeszedł na funkcję koordynatora. Na stanowisku trenera zastąpił go Tore Sneli (w związku z rozpoczęciem współpracy Amerykanów z reprezentacją Norwegii, zamiast dotychczasowej współpracy z reprezentacją Kanady). Trenerem kobiet pozostał Anders Johnson. W kadrze narodowej znalazło się 5 mężczyzn i 7 kobiet, a w kadrze juniorów – 4 skoczków i 6 skoczkiń.

### Mężczyźni

#### Kadra narodowa
- Erik Belshaw
- Decker Dean
- Patrick Gasienica
- Casey Larson
- Andrew Urlaub

#### Kadra juniorska
- Jason Colby
- Logan Gundry
- Stewart Gundry
- Isak Nichols

### Kobiety

#### Kadra narodowa
- Annika Belshaw
- Jillian Highfill
- Anna Hoffmann
- Josie Johnson
- Paige Jones
- Cara Larson
- Samantha Macuga

#### Kadra juniorska
- Rachael Haerter
- Estella Hassrick
- Elise Loescher
- Macey Olden
- Adeline Swanson
- Anna Zigman

## Kadra na sezon 2021/2022
Wstępne nominacje do kadr narodowych (których powołanie zapowiedziano na jesień 2021) otrzymało sześciu mężczyzn i osiem kobiet, a do kadr młodzieżowych po pięć osób obojga płci. Na stanowiskach trenerskich pozostali Bine Norčič (mężczyźni) i Anders Johnson (kobiety).

### Mężczyźni

#### Kadra narodowa
- Erik Belshaw
- Kevin Bickner
- Decker Dean
- Patrick Gasienica
- Casey Larson
- Andrew Urlaub

#### Kadra młodzieżowa
- Jason Colby
- Hunter Gibson
- Stewart Gundry
- Shane Kocher
- Landon Lee

### Kobiety

#### Kadra narodowa
- Annika Belshaw
- Jillian Highfill
- Anna Hoffmann
- Paige Jones
- Cara Larson
- Nina Lussi
- Samantha Macuga
- Logan Sankey

#### Kadra młodzieżowa
- Rachael Haerter
- Josie Johnson
- Elise Loescher
- Macey Olden
- Adeline Swanson

## Kadra na sezon 2020/2021
Powołano kadry narodowe, w których znalazło się piętnaścioro skoczków, oraz dziesięcioosobowe kadry juniorskie.

### Mężczyźni

#### Kadra narodowa
- Kevin Bickner
- Decker Dean
- Patrick Gasienica
- Casey Larson
- Andrew Urlaub

#### Kadra juniorska
- Erik Belshaw
- Hunter Gibson
- Shane Kocher
- Landon Lee
- Greyson Scharffs
- Canden Wilkinson

### Kobiety

#### Kadra narodowa
- Annika Belshaw
- Nita Englund
- Sarah Hendrickson
- Jillian Highfill
- Anna Hoffmann
- Paige Jones
- Cara Larson
- Nina Lussi
- Samantha Macuga
- Logan Sankey

#### Kadra juniorska
- Rachael Haerter
- Elise Loescher
- Macey Olden
- Adeline Swanson

Greyson Scharffs i Canden Wilkinson pomimo znalezienia się w kadrach przed rozpoczęciem sezonu zakończyli kariery, a Kevin Bickner na okres tegoż sezonu zawiesił starty. W wyniku kontuzji nie skakała ponadto Sarah Hendrickson.

## Kadra na sezon 2019/2020
Utworzono po 4 kadry mężczyzn i kobiet, do których powołano odpowiednio 10 i 11 osób.

### Mężczyźni

#### Kadra A
- Kevin Bickner

#### Kadra B
- Casey Larson

#### Kadra C
- Decker Dean
- Patrick Gasienica
- Andrew Urlaub

#### Kadra juniorów
- Erik Belshaw
- Hunter Gibson
- Landon Lee
- Greyson Scharffs
- Canden Wilkinson

### Kobiety

#### Kadra A
- Nita Englund

#### Kadra B
- Sarah Hendrickson
- Nina Lussi

#### Kadra C
- Annika Belshaw
- Anna Hoffmann
- Paige Jones
- Samantha Macuga
- Logan Sankey

#### Kadra juniorek
- Rachael Haerter
- Jillian Highfill
- Cara Larson

## Kadra na sezon 2018/2019
W grupach szkoleniowych znalazło się 4 mężczyzn w 3 kadrach i 7 kobiet w 2 kadrach. Podobnie jak rok wcześniej, wśród kobiet nie utworzono kadry A.

### Mężczyźni

#### Kadra A
- Kevin Bickner

#### Kadra B
- Michael Glasder

#### Kadra C
- Decker Dean
- Casey Larson

### Kobiety

#### Kadra B
- Nita Englund
- Sarah Hendrickson

#### Kadra C
- Annika Belshaw
- Tara Geraghty-Moats
- Nina Lussi
- Samantha Macuga
- Logan Sankey

## Kadra na sezon 2017/2018

### Mężczyźni
W kadrach męskich znalazło się 6 zawodników:

#### Kadra A
- Kevin Bickner

#### Kadra B
- Michael Glasder
- Casey Larson
- William Rhoads

#### Kadra C
- AJ Brown
- Nicholas Mattoon

### Kobiety
Wśród kobiet nie utworzono kadry A. W kadrach B i C znalazło się łącznie 9 skoczkiń:

#### Kadra B
- Nita Englund
- Sarah Hendrickson

#### Kadra C
- Gabriella Armstrong
- Tara Geraghty-Moats
- Anna Hoffmann
- Cara Larson
- Samantha Macuga
- Abby Ringquist
- Logan Sankey

## Kadra na sezon 2016/2017

### Kadra narodowa mężczyzn
- Kevin Bickner
- Michael Glasder
- Trevor Edlund
- Nicholas Mattoon
- Casey Larson
- William Rhoads